# Jonas Jonsson
Jonas Jonsson (Stoccolma, 10 novembre 1975) è un ex calciatore svedese, di ruolo centrocampista.

## Carriera

### Club
Jonsson giocò con la maglia del Nacka, prima di passare all'Assyriska. Si trasferì poi ai norvegesi del Bryne, prima dell'inizio del campionato 2000. Esordì nell'Eliteserien il 9 aprile 2000, quando fu titolare nella vittoria per 4-2 sullo Start. Il 16 luglio successivo, arrivò la prima rete nella massima divisione norvegese: siglò un gol su calcio di rigore nella sconfitta per 4-2 contro lo Start. L'anno seguente, fu finalista della Coppa di Norvegia 2001 con il suo Bryne.
Nel 2002, si trasferì al Brann. Debuttò in squadra il 13 aprile, nella sconfitta per 2-0 in casa del Molde. Subì poi un grave infortunio e si ritrovò svincolato in seguito alla conclusione del campionato 2003. Non giocò a calcio nel 2004, mentre nel 2005 si accordò con lo Stord/Moster.
A causa dei problemi economici della squadra, l'allenatore rassegnò le proprie dimissioni, poiché non pagato. Jonsson ne prese così il posto, mantenendo anche il ruolo attivo sul campo da gioco. Non ricevette però i pagamenti e lasciò così lo Stord/Moster per il Mandalskameratene. Nel 2006 inoltrato, però tornò allo Stord/Moster in prestito. A fine stagione, si ritirò. A dicembre 2006, fu rimborsato dalla Corte suprema della Norvegia per l'infortunio subito nel 2001.